# Bonetogastrura soulensis
Bonetogastrura soulensis är en urinsektsart som beskrevs av ?E. Thibaud 1975. Bonetogastrura soulensis ingår i släktet Bonetogastrura och familjen Hypogastruridae. Inga underarter finns listade.